# Objective Resolution
La Objectives Resolution fu una risoluzione adottata dall'Assemblea costituente del Pakistan il 12 marzo 1949. 
Il Primo ministro del Paese, Liaquat Ali Khan, l'aveva presentata all'assemblea il 7 marzo 1949. Proclamava che la futura costituzione del Pakistan non sarebbe stata modellata interamente su un modello occidentale, ma sull'ideologia e sulla fede democratica dell'Islam. Si può sostenere che i pakistani avevano seguito le orme degli indiani al riguardo. Pandit Jawaharlal Nehru presentò la Objectives Resolution all'Assemblea costituente dell'India il 13 dicembre 1946, adottata all'unanimità il 22 gennaio 1947.